# مونا لی (دونده)
مونا لی (انگلیسی: Muna Lee؛ زادهٔ ۳۰ اکتبر ۱۹۸۱) دونده سرعت زن اهل ایالات متحده آمریکا است.